# P.O. Pedersen Kollegiet
P.O. Pedersen Kollegiet er et kollegium opkaldt efter Peder Oluf Pedersen (1874-1941). Kollegiet er beliggende på adressen Haraldslundvej 38 mellem Haraldslundvej og Bagsværdvej (Ring 4) i Bagsværd nær grænsen til Kongens Lyngby. Kollegiet blev opført i 1964 og gennemgik en større renovering i 1993-94, hvor tagetagen bl.a. blev brugt til at udvide halvdelen af etagens værelser til hemselejligheder.
Kollegiet er opdelt i to lige store sammehængende blokke med et trappetårn imellem, og for hver 11 eller 12 kollegieværelser deles et fælleskøkken, som er litreret fra A til Y.
Der er ingen dagligvareforretninger i forbindelse med selve kollegiet (som det fx ses på Nybrogård Kollegiet og Skjoldhøjkollegiet).
Kollegiet er et af "ingeniør-kollegierne" opført af Polyteknisk KollegieByggeselskab (PKB), det nuværende Polyteknisk KollegieSelskab (PKS).